# Хиподром у Цариграду
41° 00′ 23″ N 28° 58′ 33″ E / 41.00639° С; 28.97583° И
Хиподром у Цариграду или Мејдан Султан Ахмета је представљао једно од најзначајнијих места престонице Византије. Настао је крајем III века за владавине Септимија Севера (193—211) по узору на Circus Maximus у Риму, да би свој коначан облик добио под Константином Великим (306—337) 330. године. Неколико пута је поправљан и реновиран, а након пожара и пљачке који су пратили крсташко заузеће града 1204. године, је препуштен пропадању. Налазио се у непосредној близини цркве Божанске Мудрости и Царског дворца. Данас његови остаци сачињавају централни градски трг старог дела града.